# Lanhélin
Lanhélin korábbi község Franciaországban, Ille-et-Vilaine megyében. Lakosainak száma 951 fő (2018. január 1.). Lanhélin Bonnemain, Meillac és Saint-Pierre-de-Plesguen községekkel határos.
2019. január 1-jén Saint-Pierre-de-Plesguen és Tressé korábbi községgel egyesült és az így létrejött Mesnil-Roc’h új község része lett.

## Népesség
A település népességének változása:
| Lakosok száma | 620  | 681  | 716  | 621  | 813  | 967  | 988  | 1005 | 972  | 951  |
|               | 1968 | 1975 | 1982 | 1999 | 2006 | 2011 | 2013 | 2016 | 2017 | 2018 |